# Oedocephalum byssinum
Oedocephalum byssinum är en svampart. Oedocephalum byssinum ingår i släktet Oedocephalum, ordningen skålsvampar, klassen Pezizomycetes, divisionen sporsäcksvampar och riket svampar.

## Underarter
Arten delas in i följande underarter:
- herbariorum
- byssinum